# Хистасп
Хистасп е персийски държавник, сатрап на Бактрия, една от дванайсетте персийски сатрапии. Син на Арсам, който се смята, че за кратко е цар на Персия, Хистасп е член на династията на Ахеменидите. Баща е на бъдещия владетел Дарий I и на Артабан, който е доверен съветник, както на Дарий I, така и на неговия наследник Ксеркс I.